# Pathergie
Pathergie is een verschijnsel waarbij er na minimaal trauma van de huid of het mondslijmvlies een ontstekingsproces in gang wordt gezet. Het kan bevestigd worden door te kijken of er 24-48 uur na het prikken met een naald een steriele pustel, zweer of afte ontstaat, die mogelijk weinig tot geen genezingstendens vertoont.

## Oorzaak
Pathergie kan een gevolg zijn van huid- of ontstekingsziekten. Het is een belangrijk symptoom van pyoderma gangraenosum en de ziekte van Behçet. Bij de ziekte van Behçet wordt het gebruikt als een diagnostisch hulpmiddel, maar de aan- of afwezigheid van het verschijnsel is niet doorslaggevend voor het stellen van de diagnose. Bovendien is er bij de ziekte van Behçet vaak sprake van een foutnegatieve diagnose in Amerikaanse en Europese patiënten.
Bij pyoderma gangraenosum (dermatitis ulcerosa) kan het zich voordoen als nieuwe ulcera rond een stoma na een operatie of op andere plekken waar een huidtrauma heeft plaatsgevonden. Pathergie kan bij pyoderma gangraenosum zelfs al plaatsvinden na insectenbeten of een krabwond. Het kan ook voorkomen bij het sweetsyndroom.
Om die reden is de aanwezigheid van pathergie niet aan één aandoening gebonden en dient er ook worden gekeken naar andere symptomen. Andere symptomen die mogelijk aanwezig zijn indien er sprake is van pathergie zijn aften in de mond, artralgie, koorts, buikpijn en diarree of andere huidafwijkingen. Deze symptomen vormen de basis voor het opsporen van de onderliggende oorzaak.

## Pathergietest
Bij pathergie ontstaat er binnen 24 tot 48 uur een papule van > 2 mm of groter in diameter na
een naaldenprik.

## Differentiële diagnose
Een verschijnsel dat sterk doet denken aan pathergie is het köbnerfenomeen dat zich kan voordoen bij auto-immuunziekten zoals psoriasis en systemische lupus erythematodes.